# Паратхэквондо в России
Паратхэквондо в России активно занимаются во многих регионах — Москве, Дагестане, Северной Осетии-Алании, Красноярском крае, Ханты-Мансийском автономном округе, Свердловской области, Чечне и других регионах.

Мы уверены, что тхэквондо даёт людям с ограниченными возможностями почувствовать, что им доступны победы, а философия тхэквондо укрепит веру в свои силы, в будущее и поможет жить полной жизнью. — Александр Рязанов, председатель попечительского совета Федерации тхэквондо инвалидов России

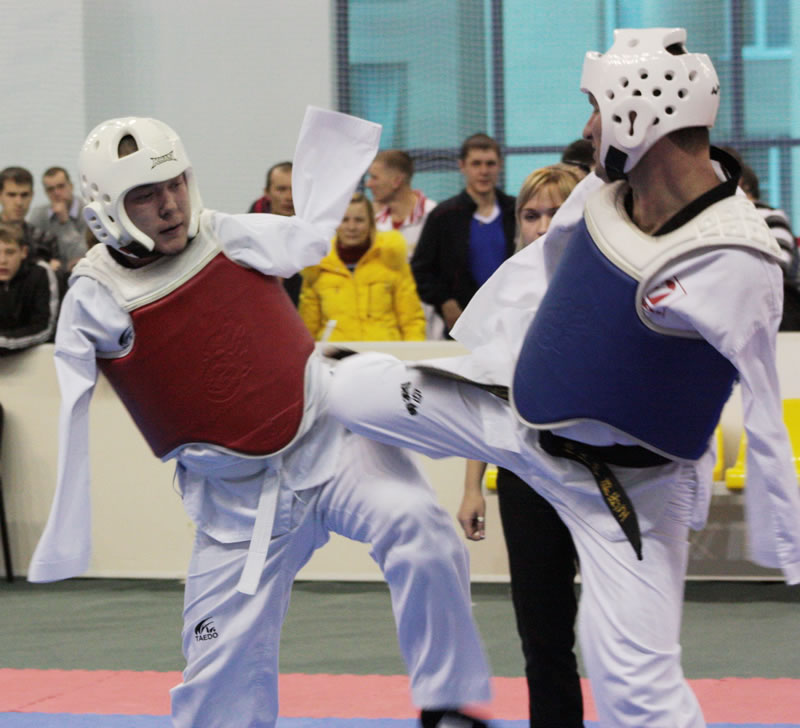
Соревнования по паратхэквондо. Екатеринбург, декабрь 2011 г.

В Свердловской области создана общественная организация — Федерация тхэквондо инвалидов Свердловской области.

## История
В июне 2009 года в Баку, перед командным Кубком мира по тхэквондо, состоялся первый чемпионат мира по паратхэквондо, в котором принял участие единственный тренер и спортсмен с ПОДА (поражением опорно-двигательного аппарата) Артур Кан из Ивановской области. На первом Чемпионате Мира по паратхэквондо Артур завоевал золото, победив в финальном бою спортсмена из Кореи.
В апреле 2010 года приказом президента Союза тхэквондо (ВТФ) России В. А. Ни назначается исполняющим обязанности председателя Комиссии по развитию паратхэквондо ВТФ. В Подмосковье состоялись первый отборочный турнир и учебно-тренировочный сбор с целью формирования сборной команды России для участия на втором чемпионате мира по паратхэквондо, 11 мая 2010 года в Санкт-Петербурге.
26 сентября 2011 г. сборная России по паратхэквондо завоевала 15 медалей на первом чемпионате Европы, который прошел в Москве, и победила в общем командном зачете.
9-13 ноября 2011 г. в Каспийске (Дагестан) состоялся Чемпионат России по паратхэквондо. Среди мужчин-паратхэквондистов чемпионский титул завоевали Тажудин Газиев (58 кг, А6), Марат Джупанов (58, А7), Марат Шахманов (+80, А5), Магомедзагир Исалдибиров (68, А8), Магомед Магомедов (80, А8), Тагир Айтланматов (58, А6), Махди Амаров (80, А6) (все Республика Дагестан) и Александр Лавров (+80, А6) (Ярославская область), Айшат Рамазанова (57 кг, А6) (ХМАО ЮГРА).
17 декабря 2011 г. в Екатеринбурге прошел 1-й Открытый Чемпионат Свердловской области по тхэквондо инвалидов с ПОДА. В Чемпионате приняли участие 24 участника из разных уголков страны. Победителями в своих весовых категориях стали: Тагир Айланматов, Виталий Назаренко, Магомедзагир Исалдибиров, Лукман-Хаким Истамулов, Магомед Магомедов, Спартак Газзаев, Абубакар Толхадов, Эльвира Сверчкова (Москва).